# Басін Меєр Велькович
Ме́єр Ве́лькович Ба́сін (нар. 8 червня 1890—20 вересня 1918) — російський революціонер-більшовик, член Військово-революційної ради Кавказької армії, один із 26 бакинських комісарів.

## Життєпис
Народився у місті Черикові Могильовської губернії Російської імперії в бідній родині водовоза. Єврей.
У 1909 році закінчив Могильовське єврейське ремісниче училище. У 1912 році вступив до РСДРП і незабаром був обраний членом Бакинського комітету РСДРП(б). Працював у профспілках друкарів, кравців («Голка») і торговельно-промислових службовців.
Після падіння 26 липня 1918 року Бакинської комуни, разом з іншими комісарами був заарештований і ув'язнений. Тим не менш 28 серпня, перебуваючи в ув'язненні, був обраний до ради Баку. 14 вересня червоні загони беруть в'язницю штурмом і звільняють комісарів, які відправляються у Красноводськ. Однак, по дорозі туди вони були знову схоплені і страчені 20 вересня 1918 року.

## Вшанування пам'яті
За радянських часів теперішня вулиця Фізулі в Баку (Азербайджан) носила ім'я Меєра Басіна.